# Aidyn Aimbetov
Aidyn Akanovitsj Aimbetov (Kazachs: Айдын Ақанұлы Айымбетов) (Kazachse Socialistische Sovjetrepubliek, 27 juli 1972) is een Kazachs ruimtevaarder. Aimbetov zijn eerste en enige ruimtevlucht was Sojoez TMA-18M en begon op 2 september 2015. De missie bracht bemanningsleden naar het Internationaal ruimtestation ISS voor ISS-Expeditie 45.
Aimbetov werd in 2002 geselecteerd om te trainen als astronaut. In 2009 voltooide hij zijn training bij het Kosmonautentrainingscentrum Joeri Gagarin in Zvjozdny gorodok. 